# Carlos Sainz
Carlos Sainz Cenamor (rođen 12. travnja, 1962.g.) bivši je španjolski reli-vozač i dvostruki prvak  Svjetskog prvenstva u reliju (engl. WRC), te otac Carlosa Sainza Jr.
Sainz je rođen u Madridu, Španjolska. Natjecao se u reli sportu od 1980.g. do 2005.g. Prvi put je nastupio na Svjetskom prvenstvu u reliju 1987.g. vozeći Ford. Svjetski prvak u reliju bio je u Toyota Celica GT-Four 1990. i 1992.
Momčadski prvak je bio s momčadima Subaru (1995.), Toyota (1999.) i Citroen (2003., 2004. i 2005.)
Nakon što se službeno povukao na kraju sezone 2004.g., vratio se sljedeće sezone na poziv momčadi Citroën i nastupio je na dva relija umjesto François Duvala. Tada 43-godišnjak, Sainz impresionirao je sve osvojivši 4. i 3. mjesto.
Godine 2006. nastupio je i prvi puta na Reliju Dakar.

## Svjetsko reli prvenstvo
| Godina | Mjesto       | Momčad                  |
| ------ | ------------ | ----------------------- |
| 1987.  | bez plasmana | Ford Sierra RS Cosworth |
| 1988.  | 10.          | Ford Sierra RS Cosworth |
| 1989.  | 8.           | Toyota Celica GT4       |
| 1990.  | 1.           | Toyota Celica GT4       |
| 1991.  | 2.           | Toyota Celica GT4       |
| 1992.  | 1.           | Toyota Celica Turbo 4WD |
| 1993.  | 8.           | Lancia Delta Integrale  |
| 1994.  | 2.           | Subaru Impreza          |
| 1995.  | 2.           | Subaru Impreza          |
| 1996.  | 3.           | Ford Escort             |
| 1997.  | 3.           | Ford Escort WRC         |
| 1998.  | 2.           | Toyota Corolla WRC      |
| 1999.  | 5.           | Toyota Corolla WRC      |
| 2000.  | 3.           | Ford Focus WRC          |
| 2001.  | 6.           | Ford Focus WRC          |
| 2002.  | 3.           | Ford Focus WRC          |
| 2003.  | 3.           | Citroën Xsara WRC       |
| 2004.  | 4.           | Citroën Xsara WRC       |

## Vanjske poveznice
- (šp.) Službene internet stranica Carlos Sainza